# Vladimír Velecký
Vladimír Velecký (21. srpna 1890, Hrušky – 8. listopadu 1951, Bratislava) byl slovenský velkostatkář a partyzán.

## Život
Rodina Veleckých pocházela z moravské obce Hrušky. Vystudoval zemědělskou školu a po první světové válce koupil půdu ve Vráblech, konkrétně v osadě na kopci jménem Kíreš. Jeho otec mu zpočátku pomáhal a zásoboval ho moderními stroji z Čech. Ve Vráblech si našel i svou manželku Máriu rod. Součkovú, jejíž otec byl velitelem místní četnické stanice.
Vladimír Velecký se přátelil s tehdejším prezidentem Tomášem G. Masarykem, který ho navštěvoval na Kíreši, případně se setkávali v Topoľčiankach a pravidelně chodívali na hony. V roce 1918 se stal starostou města Vráble. Po roce 1938, kdy Vráble patřily do Maďarska, se rodina přestěhovala do Nitry.
V roce 1939 se zapojil do odboje. Prováděl přes uměle vytvořenou hranici pronásledované. V převádění mu pomáhala jeho 11letá dcera Sonja. Fašisté je odhalili, Vladimíra uvěznili a později odsoudili na smrt. V srpnu 1944 partyzáni osvobodili věznici, Velecký se k nim přidal a odešel s nimi do hor, kde se ukrývala i jeho rodina. Do osvobození Slovenska s manželkou a dcerou působili v partyzánském oddíle Jánošík.

Po osvobození se přidali k armádě a bojovali až do skončení 2. světové války. Vrátili se do Vráblí, ale jen na krátkou dobu. V roce 1947 se přestěhovali do Bratislavy. V té době byla rodina spolumajitelem Slovenských liehovarov a likérok.

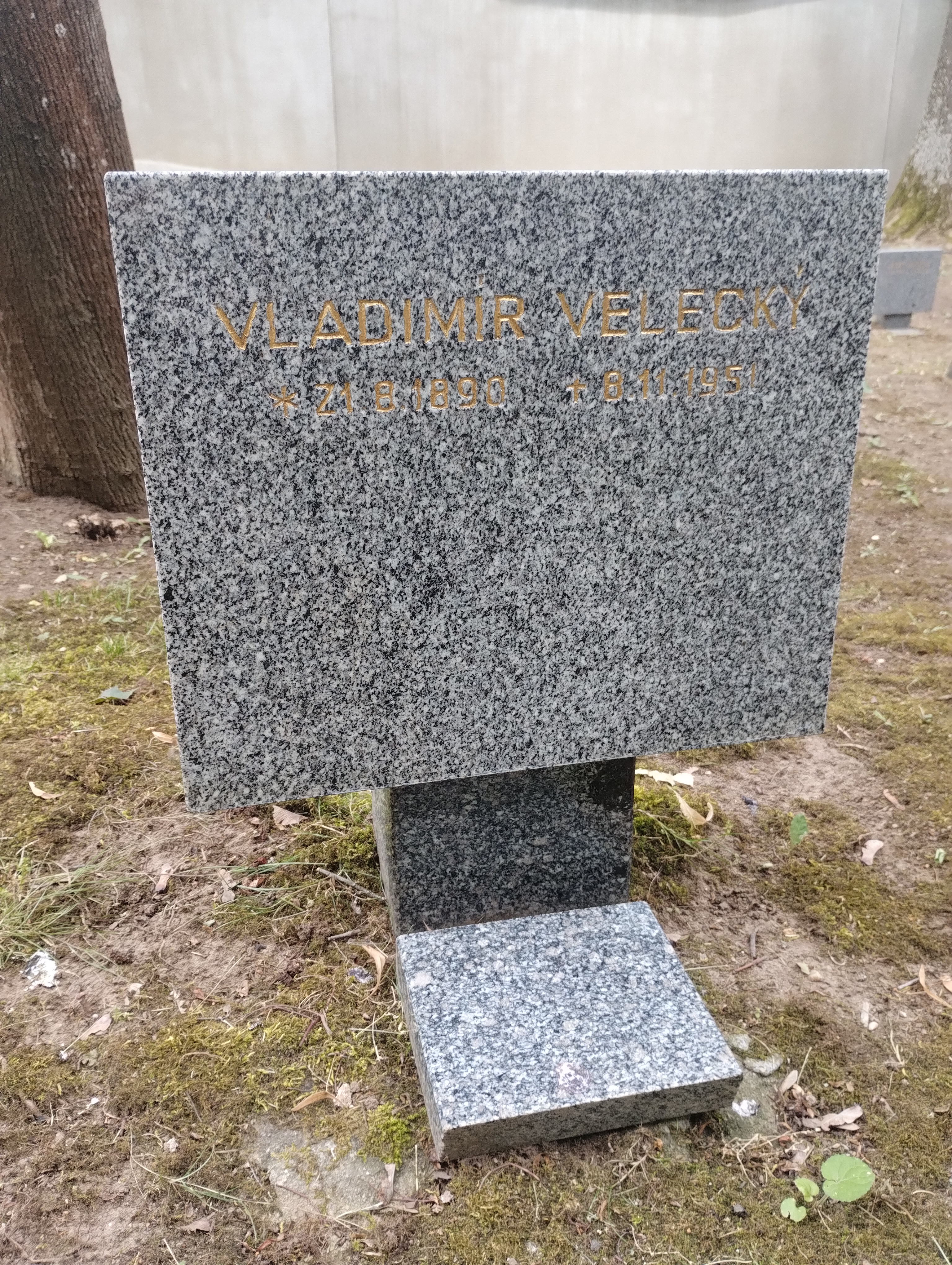
Symbolický náhrobek Vladimíra Veleckého na Čestném pohřebišti v Ďáblicích

V roce 1948, po znárodnění, se začala měnit politická situace. Vladimír Velecký se stal členem Agrární strany[zdroj?]. Začal mít politické problémy, neboť jako jeden z mála otevřeně hlásal nespokojenost s tehdejší politikou. Když se situace začala zhoršovat, chtěl s rodinou emigrovat do Argentiny. Jelikož jeho jediná dcera Sonja byla už vdaná, odmítla s nimi emigrovat.
Začátkem 50. let 20. století byl Vladimír Velecký obviněn ze špionáže pro Francii a odsouzen za velezradu. Celý soudní proces byl vykonstruovaný. Manželku Marii odsoudili na 8 let vězení v pracovním táboře v Ilavě za spolupráci s ním a neudání manžela. Do poslední chvíle Velecký věřil, že mu udělí milost. Dne 8. listopadu 1951 ho po dlouhém mučení oběsili v Justičním paláci v Bratislavě. Na pohřbu mohla být přítomna pouze dcera Sonja a jeho hrob nemohl být nijak označen. Manželku Marii propustili z vězení až v květnu 1955, ale na následky těžkého mučení za tři týdny zemřela.
V roce 1969 byl Vladimír Velecký částečně rehabilitován. Po událostech listopadu 1989 byl úplně rehabilitován. V roce 1991 mu prezident Václav Havel vzdal čest a omluvil se jeho dceři, vnučkám a pravnučkám.
Vladimír Velecký je pohřben spolu s rodinou na Ružinovském hřbitově v Bratislavě.

## Dílo
V roce 1936 vytiskli nájemníci tiskárny G. A. Beze v Trnavě publikaci s názvem Vpád maďarských boľševikov na Slovensko v roku 1919. V ní na stranách 145 - 149 publikoval Vladimír Velecký své postřehy z tohoto období. Konkrétně jeho kapitola nese název Vráble pod boľševickým útokom. V díle popisuje den po dni události z roku 1919, které se odehrály ve městě Vráble a jeho okolí.